# IFK Mariehamn (idrottsförening)
IFK Mariehamn är en finländsk (åländsk) idrottsförening från Mariehamn. Föreningen grundades 1919 och är den tredje äldsta kvarvarande föreningen för idrott på Åland, med endast Åländska Segelsällskapet (grundat 1897) och Mariehamns Seglarförening (grundad 1917) som är äldre. Under 2000-talet har föreningen mest varit känd för sitt fotbollslag IFK Mariehamn, men historiskt har många olika idrotter utövats och man har nått stora nationella och internationella framgångar inom bl.a. friidrott. Idag finns aktiv verksamhet inom bowling, bordtennis, fotboll, friidrott, ishockey, orientering och skidning.
Föreningen anordnar årligen i mitten av juni Alandia Cup, en av Finlands största fotbollsturneringar för 11-åringar. 

## Historik
Exakt när Idrottsföreningen Kamraterna Mariehamn grundades finns det motstridiga uppgifter om, men det mesta tyder på att föreningen grundades någon gång i oktober 1919 i fysikrummet på Ålands lyceum, på initiativ av gymnastikläraren Henning Forss. Flera av de första medlemmarna hade tidigare varit aktiva inom GIF Start, en idrottsförening som grundats i staden redan sommaren 1916. Starts verksamhet hade dock tynat bort under krigsåren och Forss ansåg att det bästa sättet att blåsa liv i idrottsrörelsen var att skapa en ny, lokal broderförening till de IFK-sammanslutningar som sedan tidigare var verksamma i Sverige och Finland. Trots politisk dramatik i efterspelet av Finlands självständighet år 1917, med inbördeskrig och den åländska självstyrelserörelsen, var den nystartade föreningen under de första åren aktiv med träningar och tävlingar inom bland annat fotboll, friidrott, bandy och gymnastik.
Med tanke på den breda verksamhet som utövats inom IFK Mariehamn har verksamheten bedrivits på en mängd olika platser och arenor genom åren, men 1925 gjorde styrelsen ett första försök att grunda en idrottsplan i Mariehamn. Man anordnade ett lotteri i ett försök att samla in pengar, men trots fina priser i form av bl.a. en häst värd 8000 mark, resor, en radioapparat och aktier i Ålandsbanken och Föreningsbanken, lyckades man inte sälja tillräckligt med lotter, så lotteriet lades ner. Det skulle krävas ett par år till innan stadsfullmäktige slutligen 1927 beviljade föreningen rätt att arrendefritt disponera området nordost om Ålands Lyceum, där Idrottsparken kom att invigas 1933. Idrottsparken har senare byggts till och på området finns idag en motionsbana, fyra tennisbanor, ishallen Islandia och fotbollsarenan Wiklöf Holding Arena där även möjligheter till friidrott finns.
År 2019 firade föreningen sitt 100-årsjubileum genom bl.a. en jubileumsutställning på Ålands Kulturhistoriska Museum.

## Bordtennis
Bordtennisen på Åland väcktes för första gången 1949 med en klubbkamp mellan IFK Mariehamn och Ålands Lyceums IK, och det därpåföljande seriespelet höll i sig ända in på 1970-talet. Sporten väcktes till liv på nytt i början av 2000-talet, på ett initiativ av IFK-arna Harry Lindqvist, Bengt Lindqvist och Roger Behn. 2004 började man spela seriespel i Upplandsseriens division 7, men det var först 2007 då den gamla elitspelaren Johan Pettersson flyttade till Åland som man började avancera på allvar. Man tog sig till division 3, men efter en tid valde Pettersson att spela för en svensk klubb i en högre division och sektionen lade ner seriespelet. En stor händelse för åländsk pingis har alltid varit Öspelen, där man har skördat stora framgångar. 2013 flyttade damspelaren Marina Donner till Åland och efter det vann hon och Pettersson mixedklassen på Öspelen tre gånger i rad (2015, 2017 och 2019). Både Donner och Pettersson har också vunnit individuellt och bidragit till att Åland numera är bästa pingisö i Öspelens medaljliga.
År 2012 övergick IFK:s bordtennissektion till den egna grenföreningen IFK Mariehamn Bordtennis r.f., och idag står man värd för hela Ålands aktiva seniorpingis. Sedan 2005 har den åländska pingisligan i Godbyhallen arrangerats i IFK-regi med ett 50-tal deltagare. 

## Bowling
Bowlingverksamheten på Åland och i Mariehamn kom igång i och med öppnandet av Idrottsgården våren 1967, med sina två bowlingbanor. Idrottsgården är än idag den åländska bowlingens högkvarter, med åtta moderna banor som senast renoverades i februari 2017. Under perioden 1968-1975 fanns två bowlinghallar i staden, då även Norra Hallen huserade sex banor, men sedan Norra Hallen revs har Idrottsgården varit ensam bowlinghall i landskapet.
IFK Mariehamns bowlingsektion inledde sin verksamhet kort efter Idrottsgården invigdes, men fick ett resultatmässigt uppsving i och med att Bert Lundberg flyttade till klubben 1969. Lundberg utvecklades snabbt och under uttagningarna till europamästerskapen 1972-1973 slutade han tvåa i konkurrens med hela den finländska eliten. Under EM-tävlingarna i Dublin 1973 stod Lundberg och resten av det finländska landslaget för en svag insats och slutade som bäst fyra i åttamanna. IFK-bowlingens kanske största bedrift kom i stället några år senare, då Lundberg tillsammans med Robert Kvarnström, Hilding Mattsson och Gösta Bryggman bowlade hem ett guld i FM 1977.
IFK Mariehamns herrlag har under flera år varit Ålands främsta och spelat i den finländska riksseriens division 1, och 2017 tog man sig som första åländska lag någonsin till kvalet till FM-ligan. Sektionens damlag lades på is 2001, men flera framgångsrika dambowlare är aktiva. Vid Öspelen 2019 på Gibraltar bärgade den åländska bowlingtruppen 4 guld, 5 silver och 2 brons, och blev därmed den mest framgångsrika idrotten i den åländska truppen vid spelen. Hälften av den åländska bowlingtruppen på åtta idrottare bestod av IFK-bowlare. 

## Fotboll
IFK Mariehamn har spelat fotboll i olika former ända sedan föreningsstarten 1919, men i början av 2000-talet började man avancera i det finländska seriesystemet efter många årtionden längre ner. År 2003 vann man division 2 och steg till division 1, för att vinna den direkt och stiga till Tipsligan, den högsta ligan inom finländsk herrfotboll, där man gjorde debut under säsongen 2005. Laget har utan avbrott befunnit sig i Tipsligan sedan dess.
Några år efter klivet till Tipsligan bolagiserades representationslagets verksamhet och IFK Mariehamn Ab bildades den 9 november 2007. Dam-, ungdoms- och turneringsverksamheten fortsatte under moderföreningen för att den 1 november 2012 brytas ut i grenföreningen IFK Mariehamn Fotboll r.f.

### Meriter
- 2013: Nådde första kvalomgången i Europa League via UEFA:s Fair Play-rankning[15]. Mötte FC Baku från Azerbajdzjan och förlorade efter 1-1 på bortaplan och 0-2 på hemmaplan[16].
- 2015: Vinnare i Finska cupen efter 2-1 i finalen mot FC Inter i Valkeakoski.
- 2016: Nådde första kvalomgången i Europa League i egenskap av cupvinnare. Mötte Odds BK från Norge och förlorade efter 0-2 på bortaplan och 1-1 på hemmaplan.
- 2016: Finska mästare. Ligan avgjordes i sista omgången då IFK vann 2-1 mot FC Ilves på hemmaplan den 23 oktober.
- 2017: Nådde första kvalomgången till Champions League i egenskap av finska mästare. Mötte Legia Warszawa och förlorade med 3-0 på hemmaplan och 6-0 på bortaplan[16].

### Några kända profiler
- Daniel Sjölund (spelare 1994-1999, 2019[17])
- Daniel Norrmén (spelare 2004-2009, assisterande tränare 2016-pågående[18])
- David Carlsson (spelare 2003-2009[19])
- Petteri Forsell (spelare 2010-2012, 2013, 2014-2016[20])
- Jani Lyyski (spelare 2002-2009, 2012-2018[21])
- Peter Lundberg (spelare 2000-2007, assisterande tränare 2012-2016, tränare 2017-2019[22])
- Pekka Lyyski (tränare 2002-2015[23])
- Adelina Engman (Fostrad i IFK:s juniorlag, senare seniorspelare i Åland United, Kopparbergs FC och Chelsea LFC)[24]

## Friidrott

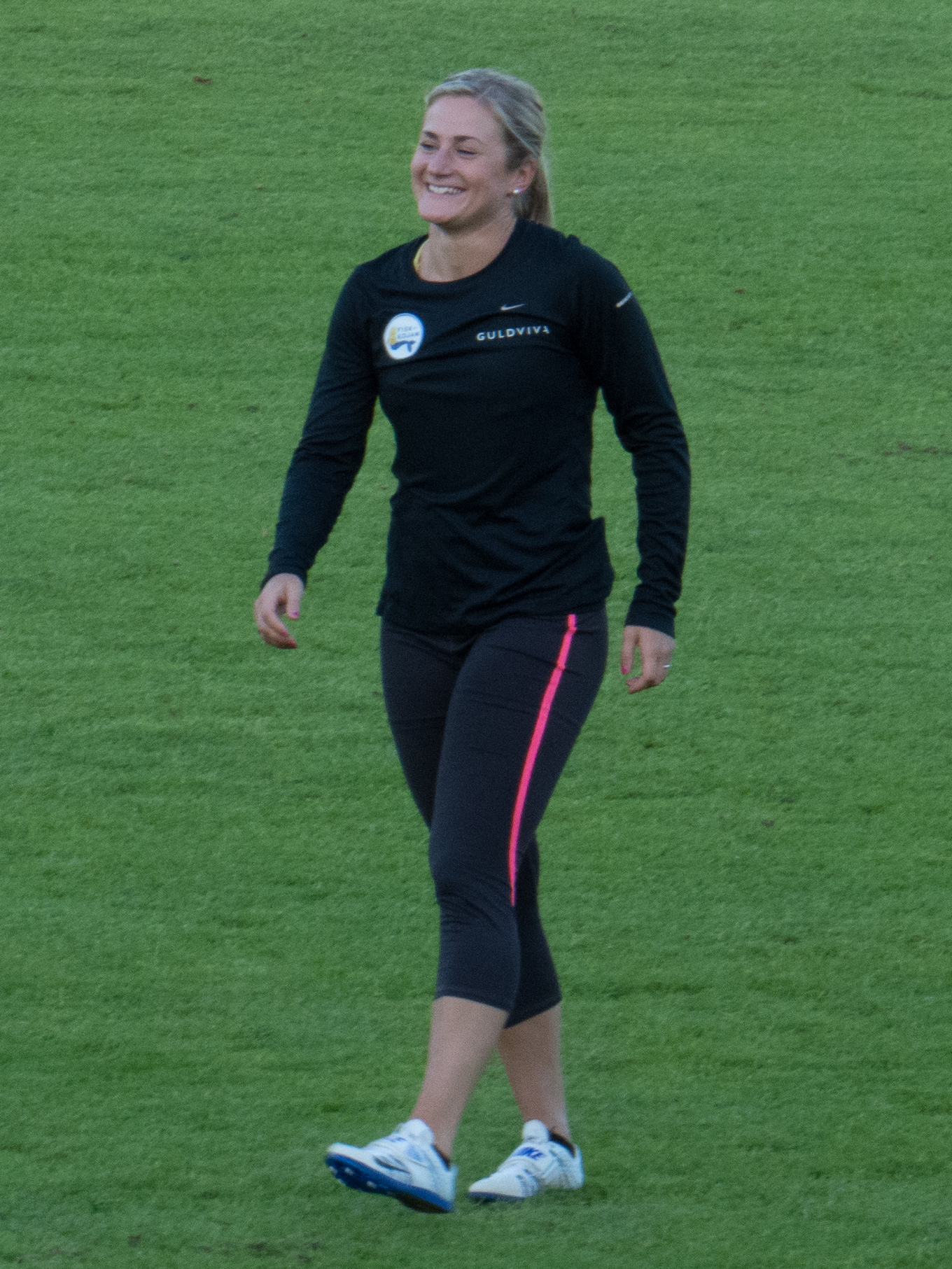
Hanna Wiss är den mest framgångsrika IFK-friidrottaren under 2000-talet.

Friidrottssektionen var aktiv direkt från föreningens grundande 1919, bland annat eftersom den blivande OS-deltagaren Frej Liewendahl var med bland grundarna. Liewendahl hade tidigare friidrottat inom Föglöföreningen IF Vågen, men det var inom IFK Mariehamn som han snabbt gjorde sig ett namn. 1923 flyttade Liewendahl till Åbo för att träna med världsrekordhållaren och OS-guldmedaljören Paavo Nurmi inför Olympiska spelen i Paris 1924. Trots sjukdom inför spelen lyckades Liewendahl ta en andraplats i sitt försök på 1500 meter, där han i finalen slutade på en åttondeplats efter bland annat guldmedaljören Nurmi. I lagtävlingen på 3000 meter sprang Liewendahl i försöken men tvingades stå över finalen där Finland tog guld. Under de kommande åren förbättrade han det finska rekordet på både 800 meter och 1000 meter framför näsan på Nurmi, och blev snart känd som "ålänningen som besegrade Paavo Nurmi". Liewendahl kvalificerade sig även till OS-tävlingarna i Amsterdam 1928, men stoppades i sista stund från att delta. Orsaken till förbudet var länge okänt, men det har senare kommit fram att den finländska OS-friidrottstruppens lagledare Urho Kekkonen hade beslutat att alla idrottare med icke-finska namn skulle förbjudas att delta. Liewendahl vägrade att förfinska sitt efternamn och fick därför stå över OS. Detsamma hade även bl.a. drabbat Axel Kuffschinoff, sprintern som senare skulle bli Mariehamns borgmästare, vid OS 1920.
Friidrotten inom IFK har haft flera individuella framgångar genom åren, men det var på 1990-talet som den organiserade träningsverksamheten återigen fick ett lyft. Initiativtagare var bl.a. Åke Björklund som förblev aktiv under lång tid som både entusiastisk tränare och styrelsemedlem. Idag ligger fokus i friidrottsverksamheten på juniorerna; de äldre tränar med den samåländska distriktsföreningen Ålands Idrottsdistrikt. Utanför Åland representerar alla åländska friidrottare representationsföreningen IF Åland.

### Några kända profiler och deras meriter
- Frej Liewendahl, medeldistans (medgrundare till IFK Mariehamn, finskt rekord på 800 och 1500 meter, deltagande i OS 1924 m.m.)
- Allan Korpi, långdistans (första IFK-friidrottaren i det finländska landslaget, fyra FM-silver, ett FM-brons samt framgångsrik tränarkarriär)[26][1]
- Gun Nordlund, höjdhopp (FM-guld 1965, 1966, 1971; 14:e plats i EM i Budapest 1966; brons i junior-EM i Odessa 1966)
- Hanna Wiss, sprint/längdhopp (mottagare av IFK:s guldmedalj sex gånger, flera FM-framgångar och landslagsuppdrag)

## Ishockey
Efter flera årtionden av hockeyverksamhet på utomhusrinkar fick sporten ett ordentligt lyft både i Mariehamn och på Åland då ishallen Islandia byggdes 1994. Under många år anordnade man sedan turneringar såsom Mästarcupen och Nordic Trophy (som senare blev Champions Hockey League) och stod värd för otaliga träningsläger och -matcher för nationella och internationella hockeylag. A-laget spelar under säsongen 2019-2020 i HockeyTrean. Sedan 2012 drivs föreningen genom en egen grenförening i stället för som en sektion inom moderföreningen.

### Några kända profiler och deras meriter
- Robin Englund (brons i U17-OS i Slovenien 2003 där han lade den avgörande straffen i bronsmatchen, spel i bl.a. Esbo Blues, Leksands IF, FCK Salamat och Hudiksvalls HC[1])
- Lisa Mattsson (spelat i bl.a. Finlands U17-landslag, Oulun Kärpät, Djurgårdens IF och SDE Hockey[28])

## Orientering
Största delen av den åländska orienteringsverksamheten sköts idag i Ålands Idrottsdistrikts (ÅID) regi och då man tävlar utanför Åland representerar man IF Åland, men vid lokala tävlingar lever lokalföreningarna såsom IFK kvar. ÅID startade upp sin orienteringsverksamhet 1942 och i de första åländska mästerskapen som anordnades 1944 blev det vinst för IFK både på herr- och damsidan. 1945 väcktes orienteringen på Åland till liv ordentligt, då man valde att arrangera en kamp mellan åländska orienterare och orienterare från Pargas och Nagu som var stationerade på Åland med anledning av kriget. Denna Åland-Åbolandskamp har anordnats varje år sedan dess och har beskrivits som den kanske enskilt största orsaken till att den åländska orienteringen ganska tidigt växte sig stor. 1954 stod IF Åland för första gången värd för de finlandssvenska orienteringsmästerskapen FSOM. Sedan 1970 har FSOM arrangerats på Åland vart tionde år.
Sedan 90-talet arrangerar IFK:s orienteringssektion motionsorienteringen Skogsråddet. På IFK.s initiativ har dessutom tre digitala orienteringsbanor placerats ut i Mariehamn, där både motionärer och elit kan använda mobilen för att navigera till fasta kontroller.

## Skidning
Skidsporten har en lång historia inom IFK, men sedan anläggandet av en konstsnöanläggning vid Jomala skid- och skidskyttecentrum 2005 har största delen av både träningar och tävlingar förlagts dit. Efter en lång tids uppehåll tillät dock väderförhållandena under vintern 2018 att Slemmernloppet, ett motionslopp över isen på fjärden Slemmern i Mariehamn, åter kunde arrangeras av IFK. På samma sätt som tävlingsverksamheten har centraliserats under 2000-talet har även träningsverksamheten till stor del övertagits av Ålands Idrottsdistrikt, och IFK anordnar endast träningstillfällen på rullskidor på Wiklöf Holding Arena.
Fram till 1997 var IFK:s skidsektion ansvariga för att upprätthålla skidspår längs stadens motionsbanor, men uppgiften övertogs sedan av Mariehamns stads personal. Utöver klassiska tävlingar i längdskidåkning har Mariehamn även anordnat tävlingar i backhoppning, då det finns en hoppbacke i närheten av det som idag är Idrottsparken. 

## Tidigare idrotter

### Handboll
Sektionen var aktiv under perioden 1995-2011 med ett damlag som spelade i Upplandsserien och senare i Stockholmsserien. Initiativtagare och eldsjäl var Christa Martin-Sundman.

### Simning
IFK:s simsektion fick ett första lyft då inomhusbassängen i Idrottsgården i Mariehamn byggdes 1967 med sina fyra banor. IFK-simmaren Bror Myllykoski gjorde tidigt fina resultat både lokalt och nationellt och blev senare en viktig kugge i simsektionens styrelse. Myllykoski blev senare även internationell toppdomare inom simning och har bland annat varit tävlingsledare för den traditionella simlandskampen mellan Finland och Estland. Efter årtionden av politisk diskussion byggdes 2004 parallellt två simhallar på Åland: Mariebad i Mariehamn och simhallen i idrottshallen Ålands Idrottscenter i Godby, Finström. Två av IFK:s mest framgångsrika simmare under 2000-talet är Olivia Weuro och Gustav Carlsson, båda med flera nationella och internationella framgångar i bl.a. Öspelen. 
2016 grundades Ålands Simförening, vilket föranledde att simverksamheten inom IFK blev vilande. 

### Volleyboll
Den första ordnade volleyboll-serien spelades på Åland 1961, efter ett uppsving för sporten i Finland under 1950-talet. Samma år grundades Mariehamns Motionskamrater (MMK), som började träna volleyboll 1963 och 1973 blev första åländska lag att spela seriespel i volleyboll. MMK fusionerades inför säsongen 1975/1976 med IFK Mariehamn och man bildade en egen sektion. Sektionen var aktiv både på herr- och damsidan och deltog regelbundet med lag i seriespel både i Finland och Sverige under de kommande decennierna. Damlaget spelade som bäst i division tre i Finland. 2002 upphörde sektionen med seriespel och på grund av för få deltagare i verksamheten förklarades sektionen vilande 2007.
Den åländska volleybollen har under 2010-talet koncentrerats till föreningen Jomala IK, som varit framgångsrika både på herr- och damsidan med lag i seriespel i Sverige. Lagen har också framgångsrikt representerat Åland vid Öspelen, med flera guld.

### Fotnoter
1. 1 2 3 4 5 6 7 8 9 10 11 12 13 14 15 16 17   Idrottsföreningen Kamraterna Mariehamn - 100 år. Mariehamn. 2019. ISBN 978-952-94-2507-5
2. ↑  ”Alandia Cup”. http://www.alandiacup.com/. Läst 21 mars 2017.
3. ↑  ”Idrottsparken”. Mariehamns stad. Arkiverad från originalet den 5 april 2019. https://web.archive.org/web/20190405094631/http://www.mariehamn.ax/idrott-fritid/idrottsanlaggningar/idrottsparken/. Läst 14 mars 2020.
4. ↑  ”Tidigare utställningar”. Kulturhistoriska. 23 oktober 2018. Arkiverad från originalet den 23 september 2020. https://web.archive.org/web/20200923230544/https://kulturhistoriska.ax/utstallningar/tidigare-utstallningar/. Läst 10 mars 2020.
5. ↑  ”NatWest Island Games XVIII Gibraltar 2019 Results | Medal Winners”. www.gibraltar2019results.com. https://www.gibraltar2019results.com/medal.aspx?ShowWinners=True&SportID=17&IslandID=1#medalWinnersTable. Läst 14 mars 2020.
6. ↑  ”Startsida | pingis.ax”. pingis.ax. Arkiverad från originalet den 19 februari 2020. https://web.archive.org/web/20200219183147/http://www.pingis.ax/. Läst 14 mars 2020.
7. ↑  ”Bowlinghallen”. Mariehamns stad. Arkiverad från originalet den 4 mars 2019. https://web.archive.org/web/20190304190008/http://www.mariehamn.ax/idrott-fritid/idrottsanlaggningar/idrottsgarden/bowlinghallen/. Läst 12 mars 2020.
8. ↑  ”Ålands Bowlingförbund r.f.”. bowling.ax. http://bowling.ax/. Läst 12 mars 2020.
9. ↑  ”NatWest Island Games XVIII Gibraltar 2019 Results | Åland Medal Table”. www.gibraltar2019results.com. https://www.gibraltar2019results.com/medal.aspx?IslandID=1. Läst 12 mars 2020.
10. ↑  ”NatWest Island Games XVIII Gibraltar 2019 Results | Competitors”. www.gibraltar2019results.com. https://www.gibraltar2019results.com/competitor.aspx?Type=COMP&Name=&IslandID=1&SportID=31. Läst 12 mars 2020.
11. ↑  ”Ålands Bowlingförbund r.f.”. www.bowling.ax. http://www.bowling.ax/dokgrund.php?adress=db/abfkurval.php&Urval=40-007. Läst 12 mars 2020.
12. ↑  ”Om klubben”. IFK Mariehamn Fotboll. http://www.ifkfotboll.ax/om-klubben. Läst 10 mars 2020.
13. ↑  ”IFK Mariehamn Ab”. IFK Mariehamn Fotboll. Arkiverad från originalet den 6 februari 2016. https://web.archive.org/web/20160206003128/http://www.ifkfotboll.ax/om-klubben/ifk-mariehamn-ab. Läst 10 mars 2020.
14. ↑  ”IFK Mariehamn Fotboll r.f.”. IFK Mariehamn Fotboll. https://www.ifkfotboll.ax/om-klubben. Läst 10 mars 2020.
15. ↑  ”IFK Mariehamns kvalspel till Europaligan bekräftades” (på svenska). svenska.yle.fi. https://svenska.yle.fi/artikel/2013/05/13/ifk-mariehamns-kvalspel-till-europaligan-bekraftades. Läst 11 mars 2020.
16. 1 2  ”Om klubben”. IFK Mariehamn Fotboll. http://www.ifkfotboll.ax/om-klubben. Läst 11 mars 2020.
17. ↑  ”Daniel Sjölund - Player profile” (på engelska). www.transfermarkt.com. http://www.transfermarkt.com/daniel-sjolund/profil/spieler/3957. Läst 11 mars 2020.
18. ↑  ”Daniel Norrmén - Manager profile” (på engelska). www.transfermarkt.com. http://www.transfermarkt.com/daniel-norrmen/profil/trainer/44528. Läst 11 mars 2020.
19. ↑  ”David Carlsson - Player profile 2020” (på engelska). www.transfermarkt.com. http://www.transfermarkt.com/david-carlsson/profil/spieler/37653. Läst 11 mars 2020.
20. ↑  ”Petteri Forsell - Player profile 19/20” (på engelska). www.transfermarkt.com. http://www.transfermarkt.com/petteri-forsell/profil/spieler/73908. Läst 11 mars 2020.
21. ↑  ”Jani Lyyski - Player profile” (på engelska). www.transfermarkt.com. http://www.transfermarkt.com/jani-lyyski/profil/spieler/49289. Läst 11 mars 2020.
22. ↑  ”Peter Lundberg - Manager profile” (på engelska). www.transfermarkt.com. http://www.transfermarkt.com/peter-lundberg/profil/trainer/44532. Läst 11 mars 2020.
23. ↑  ”Pekka Lyyski - Manager profile” (på engelska). www.transfermarkt.com. http://www.transfermarkt.com/pekka-lyyski/profil/trainer/7869. Läst 11 mars 2020.
24. ↑  ”Adelina Engman | Official Site | Chelsea Football Club”. ChelseaFC. https://www.chelseafc.com/en/news/2018/7/25/adelina-engman. Läst 14 mars 2020.
25. ↑  ”Åländsk Friidrott i siffror | Bringing data to life”. http://www.ifaland.net/. Läst 14 mars 2020.
26. ↑  ”Idrottsnekrolog över Allan Korpi”. Svenska Finlands Idrottsförbund. 29 januari 2020. https://sfi.idrott.fi/idrottsnekrolog-over-allan-korpi/. Läst 14 mars 2020.
27. ↑  ”| IFK Mariehamn ishockey”. mifk.ax. http://mifk.ax/. Läst 14 mars 2020.
28. ↑  ”Lisa Mattsson klar för SDE / SDE HF - Dam SDHL”. www.svenskalag.se. http://www.svenskalag.se/sdehockey-dam/nyheter/1205717/lisa-mattsson-klar-for-sde. Läst 14 mars 2020.
29. ↑  ”IF Åland orientering”. www.idrott.ax. http://www.idrott.ax/orientering/. Läst 17 mars 2020.
30. ↑  Alberius-Forsman, Kiki. ”Han är Dhile i Sund och Gösta i stan”. www.nyan.ax. Nya Åland. https://www.nyan.ax/familjen/pratstunden/han-ar-dhile-i-sund-och-gosta-i-stan/. Läst 13 april 2020.
31. ↑  ”Landskampsuppdrag för Bror Myllykoski”. www.nyan.ax. Nya Åland. https://www.nyan.ax/sportnotiser/landskampsuppdrag-for-bror-myllykoski/. Läst 17 mars 2020.
32. ↑  ”Volleyboll”. Jomala IK. https://jik.ax/volleyboll/. Läst 13 april 2020.